# Сповідальня

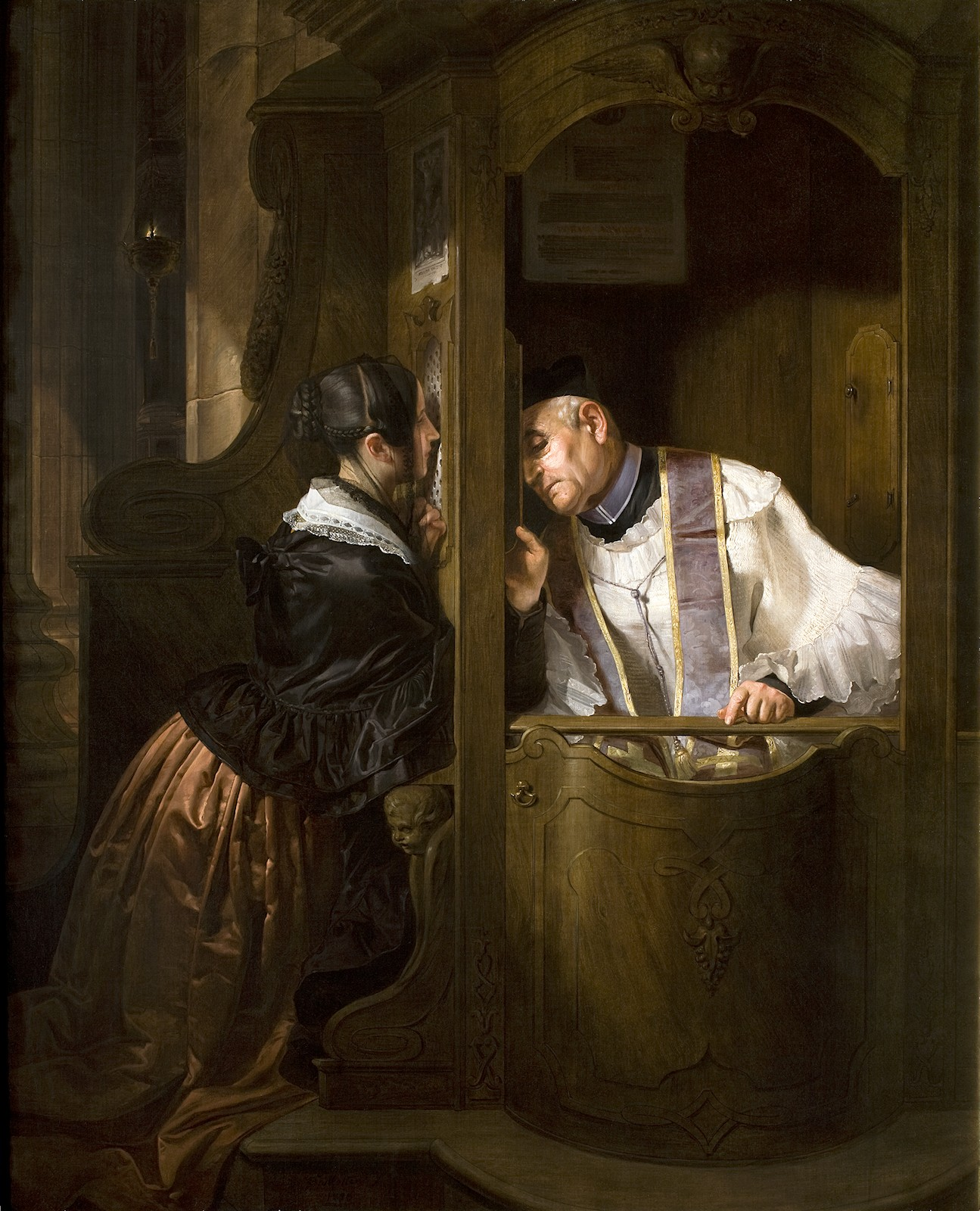
Сповідь у сповідальні.

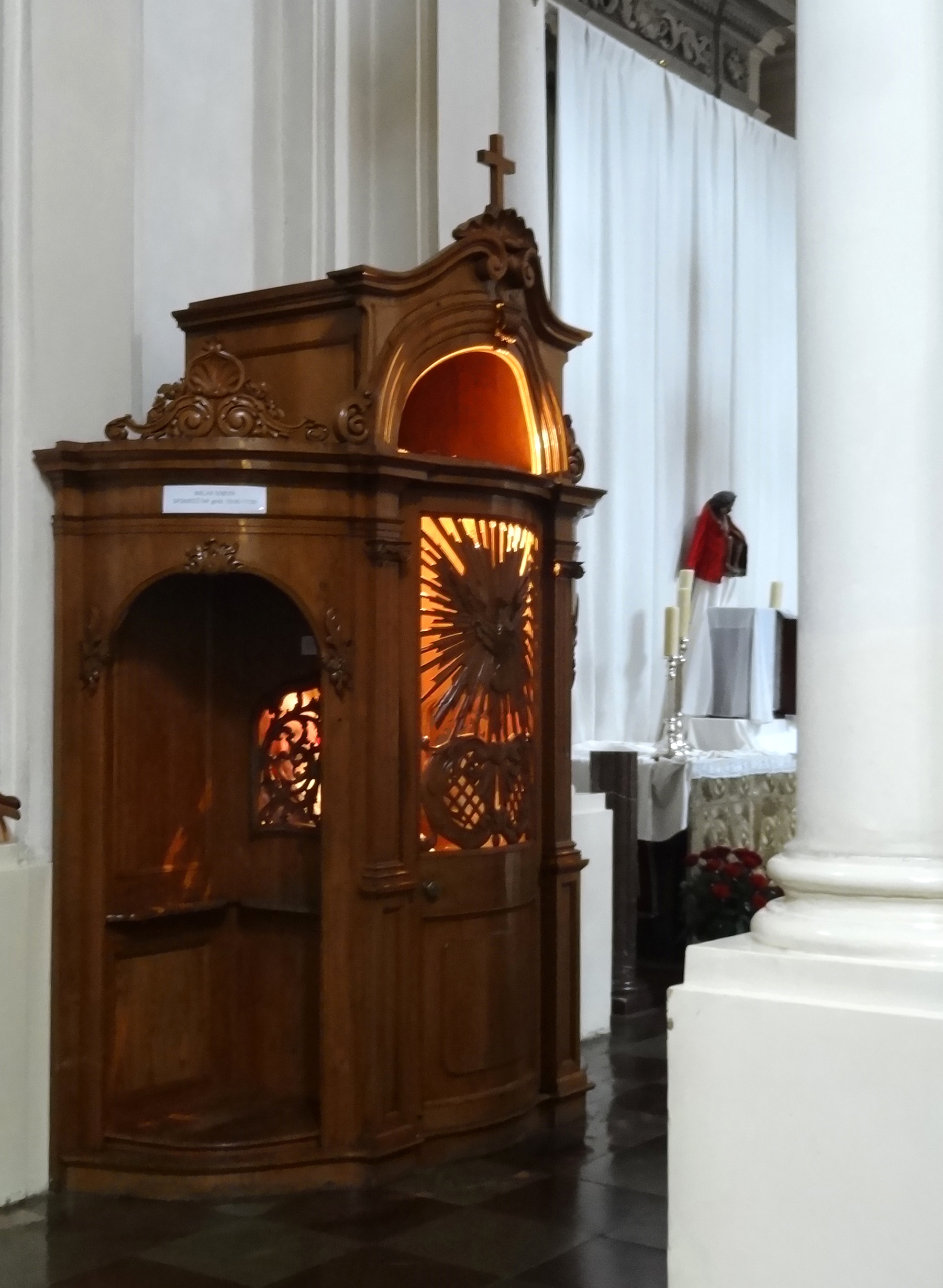
Дерев’яна сповідальниця у Велику Суботу з увімкненим світлом, яке вказує на те, що священик усередині готовий вислухати сповіді

Сповіда́льня, або конфесіона́л (лат. sedes confessionalis) — у римо-католицькій церкві та деяких англіканських церквах, місце, призначене для сповіді. Згідно з Кодексом канонічного права в кожному храмі повинна бути сповідальня. Починаючи з XVI століття, для забезпечення більшої конфіденційності почали використовувати спеціальні кабіни — сповідальні або конфесіонали, зазвичай дерев'яні, де мирянин ставав на коліна на низькій лавці збоку від священника, який сидить за стінкою з ґратчастим віконцем. Таке поєднання публічності та конфіденційності, які вважаються бажаними, а у деяких випадках — необхідними, у Православній церкві отримується через те, що мирянин, що сповідається та сповідник стають перед аналоєм з Євангелія та Розп'яттям в присутності інших мирян, проте на певній відстані від них.
У епоху бароко сповідальні часто прикрашалися різьбою по дереву — зображеннями доброчесності та тварин, що виражають основні гріхи. Сповідальні могли бути капітальними, складаючи елемент архітектурного інтер'єру церкви, чи пересувними. Старі католицькі постанови, що запобігали зловживань у практиці сповіді, були підтверджені у 1918 році в Кодексі канонічного права, у якому наказується сповідати жінок тільки в сповідальнях, оснащених ґратчастими перегородками та розміщеними у віддаленій частині церкви.